# Taenaris onolaus
Taenaris onolaus is een vlinder uit de familie Nymphalidae. De wetenschappelijke naam van de soort is voor het eerst geldig gepubliceerd in 1877 door Theodor Franz Wilhelm Kirsch.